# Давид Сарнов
Дави́д Абра́мович Сарно́в (рос. Дави́д Сарно́в, англ. David Sarnoff; 1891—1971) — американський зв'язківець і бізнесмен, один із засновників радіо- та телемовлення в США.

## Життєпис
Народився в єврейській родині Абрама та Лії Сарнових у містечку Узляни Ігуменського повіту Мінської губернії (нині село в Пуховицькому районі Мінської області Білорусі). У 1900 р. разом із батьком (та трьома братами з однією сестрою) переїхав до США. Навчався у Хедері. Був вуличним продавцем газет після занять в Освітньому альянсі.
У 15-річному віці отримав роботу посильного в комерційній компанії (англ. Commercial Cable Company), вивчив азбуку Морзе і в 1906 р. вступив на роботу у Нью-Йорку як телеграфіст у телеграфну компанію (англ. Marconi Wireless Telegraph Company of America).
14 квітня 1912 р. він прийняв радіотелеграму про катастрофу лайнера «Титанік» й три доби підтримував зв'язок з рятувальниками. Врешті з-за цього завоював велику популярність, швидко просувався по службі та незабаром став інструктором, потім помічником головного інженера й комерційним директором компанії. Першим висловив ідею створення комерційного радіоприймача.
З 1919 р. працював у корпорації з виробництва радіоелектронної апаратури «RCA», з 1922 р. — її віце-президент, з 1930 р. — президент, в 1947—1970 рр. — голова ради директорів. У 1926 р. заснував «Національну радіомовну компанію» (NBC). З початку 1920-х років був радником десяти президентів США. У 1928 р. створив експериментальну телестанцію.
Під час Другої світової війни служив консультантом з питань комунікації при генералові Дуайтові Ейзенхауері, отримав звання бригадного генерала в Корпусі зв'язку армії США (1941—1945).
Давид Сарнов організував регулярне телемовлення в США (з 1939 р.). Під його керівництвом створена система кольорового телебачення, сумісна з чорно-білим (у 1949 р.), зроблено запис телепередачі відеомагнітофоном (у 1956 р.), знятий перший телевізійний художній відеофільм (у 1964 р.). Президент США Ліндон Джонсон, який знав його багато років, сказав у 1964 р.:
|  | Ніхто краще не демонструє геніальність американської системи. Його зріст від хлопчиська-імігранта до керівника державного масштабу — це винятковий та одночасно надихаючий рекорд. |

Брав участь у створенні систем космічного зв'язку, комп'ютеризації США. Міжнародний інститут інженерів-електриків заснував премію з його ім'ям за досягнення в галузі електроніки (у 1959 р.).
Він помер 12 грудня 1971 року. Похований у мавзолеї на кладовищі Кенсіко в Валхалі, невключеної території (англ. Hamlet) в межах міста Маунт-Плезант у штаті Нью-Йорк.

## Нагороди
- Почесний доктор Колумбійського, Нью-Йоркського й інших університетів, бригадний генерал (1944).
- Юніорський досягнення США — Зал слави США;
- Національна асоціація телерадіомовників «Зала слави»;
- Зал слави телебачення;
- Зал слави Нью-Джерсі;
- Зал слави Національного радіо.
- У 1953 р. отримав Медаль засновників IRE.
- У 1967 р. — Премія свободи[en]
- Лицар Хреста Лотарингії (Франція)[2]
- Легіон Заслуг (США)
- Медаль Опору (Франція)[2]